# Фиолент
Фиоле́нт (укр. Фіолент, крымскотат. Felenk, Феленк) — мыс на Гераклейском полуострове на юго-западном побережье Крыма, в Балаклавском районе Севастополя. На территории мыса находится одноимённый заказник.

## Общие сведения
Мыс Фиолент расположен в 15 километрах от центра Севастополя в сторону Ялты. Здесь берёт своё начало Главная (Южная) гряда Крымских гор, которая заканчивается мысом Ильи возле Феодосии.
Фиолент сложен породами вулканического происхождения, остатками действия древнего вулкана, действовавшего здесь в среднеюрское время (152—163 млн лет назад). В числе вулканических пород — спилиты и кератофиры. По обе стороны от мыса в береговом обрыве видны потоки лавы и пласты туфов. Древний вулкан значительно разрушен морем, сверху его покрывают известняки, но есть вкрапления минералов (яшма, сердолик, халцедон и другие), благодаря которым получил своё название Яшмовый пляж восточнее мыса. На акватории мыса расположены скалы Орест и Пилад.
По преданию, именно на мысе Фиолент ступил на крымскую землю апостол Андрей Первозванный, прибывший сюда для проповеди Евангелия.
У мыса Фиолент расположен Георгиевский мужской монастырь.
20 августа 1996 года на территории мыса был создан ландшафтный заказник общегосударственного значения Мыс Фиолент, площадью 31,7 га.
Экстремалы тоже облюбовали Фиолент и совершают там в весенне-летнее время прыжки со скал на верёвочной страховке. Также это очень популярное место для занятия морским каякингом.
Мыс Фиолент является одной из главных достопримечательностей Севастополя, а в вечернее время на мысу собирается больше 100 человек, чтобы полюбоваться закатом, который в этом месте наиболее красив.

## Название
Помимо названия Фиолент, мыс был также известен под именами Партений, Феленк-Бурун, Манастыр-Бурун, мыс Святого Георгия.
Наиболее древнее название мыса — Партений (или мыс Девы, др.-греч. Παρθένιον) греческого происхождения и связано с древнегреческим мифом об Ифигении, которая была унесена сюда Артемидой, чтобы стать жрицей в храме Девы. Этот миф использовали поэты и писатели Еврипид, Эсхил, Иоганн Гёте, Александр Пушкин, Леся Украинка, композитор Кристоф Глюк, художники Иван Айвазовский и Валентин Серов.

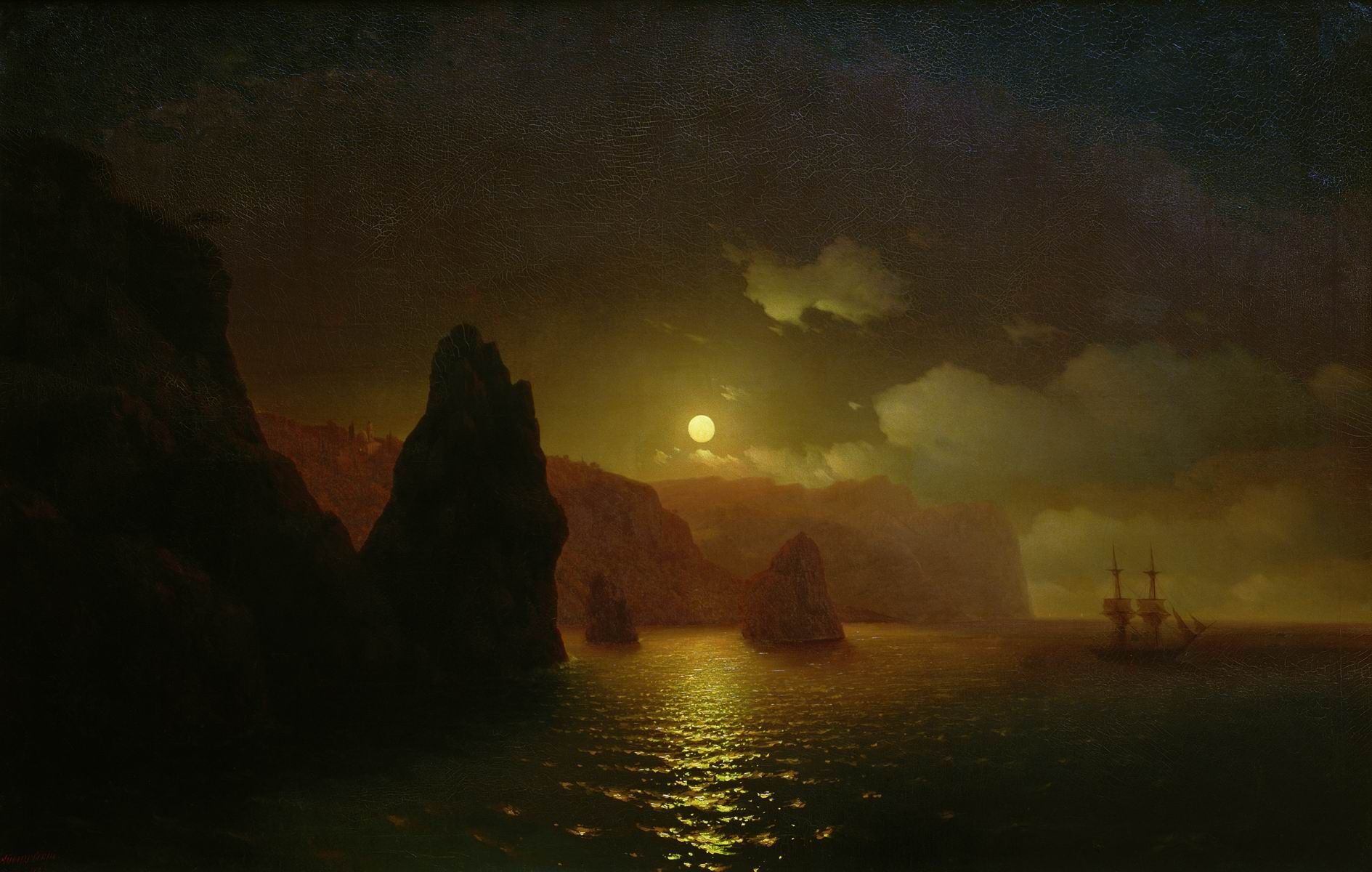
И. К. Айвазовский. «Георгиевский монастырь. Мыс Фиолент» (1846)

Фиолент называли также мысом Святого Георгия, так как, по преданию, святой явился терпящим бедствие греческим морякам на скале Святого Явления возле мыса, и выжившие моряки в 891 году основали на скалах восточнее мыса Свято-Георгиевский монастырь. Ему мыс обязан ещё одним своим названием — Манастыр-Бурун (с крымскотатарского manastır — монастырь, burun — мыс).
Название Фиолент (Феолент, Фелент) впервые появилось на русских картах в 1790 году. Существует несколько версий происхождения современного названия. Согласно первой из них, «Фиолент» — в переводе «Божья страна» (от слияния двух слов, греческого Фео — «Божья» и готского «земля»). В пользу этой теории может говорить тот факт, что на берегу от Фиолента до мыса Виноградный найдены остатки пяти средневековых храмов, а Георгиевский монастырь существует по сей день. Кроме того, это место, возможно, носило сакральный характер и в дохристианскую эпоху (легенда о храме Девы). В <<Истории государства Российского>> Н.М.Карамзин писал:<<Крым, где жили Тавры, может единоплеменники древних киммериан:убивая иностранцев, они приносили их в жертву своей богине-девице, и мыс Севастопольский, где существовал храм её, долго назывался её именем.>>
Согласно другой версии, название восходит ко временам господства генуэзцев и происходит от итальянского слова violente — «неистовый» (возле мыса часты морские волнения). Крымскотатарское Felenk Burun (Феленк Бурун) — буквально «тигровый мыс». Ещё одна теория выводит название от турецкого слова felenk (скат для спуска судов на воду). Историк и краевед Александр Бертье-Делагард считал, что название можно перевести с турецкого как «Тигровый мыс», так как на обрыве берега чередуются полосы желтоватого известняка и тёмного трахита, что напоминает тигровую шкуру.

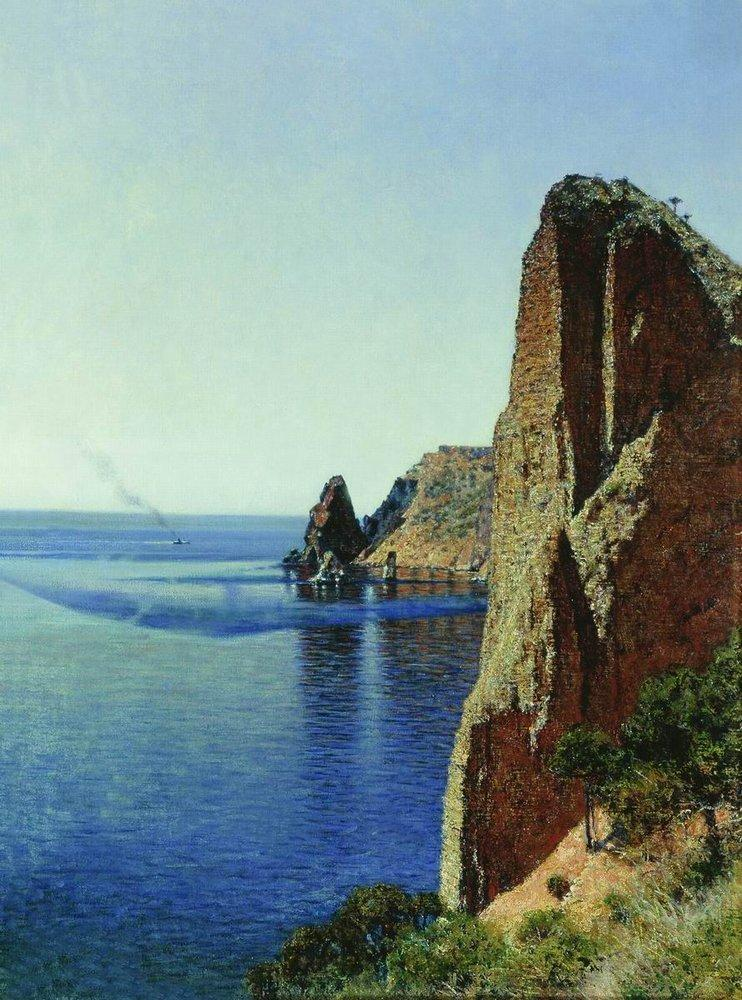
В. Верещагин, «Мыс Фиолент вблизи Севастополя», 1897 год.

Специалисты на протяжении многих лет спорят о правильном написании названия мыса — Фиолент или Феолент. Если брать версию, что название Феолент состоит из слова «Фео», что значит «Бог», и слова «лент» (ленд), что значит «земля, край», в этом варианте слово приобретает смысл «божественная земля». Картограф Фёдор Чёрный в 1790 году указывал название мыса как «Феалентъ». В это время в монастыре ещё жили монахи, принявшие постриг до присоединения Крыма к России. Естественно, они, как никто другой, знали средневековую топонимику окрестностей. И, конечно, по-разному называли сам монастырь, скалу в море и высокий мыс, удалённый на 1,5 км к западу от обители. Спустя четыре года в 1794 году монахи покинули Крым, желая остаться в лоне Константинопольского патриархата. Вместе с ними могли исчезнуть и знания о правильных названиях местности вокруг. Пётр Паллас, путешествовавший в этих местах в 1793—1794 годах, уже не упоминает ни одного местного названия, а для обозначения мыса использует общепринятый в научной среде Европы топоним, пришедший из античности — «Мыс Парфеним». Военные картографы первой половины XIX века писали название мыса в современном им варианте «Феолент». Так поступил автор первого атласа Чёрного моря Монганари в 1836 году, указав «м. Феолентъ». Именно в таком написании упоминается этот мыс и в первой лоции Крыма (авторы Бутаков и Шестаков). В то же время на карте юго-западного Крыма, которую составил крымовед Пётр Кёппен в 1836 году, указан другой вариант этого слова — «Фіолентъ». Именно этот вариант постепенно вытеснил все другие варианты этого топонима.
Жители Севастополя называют Фиолентом не только сам мыс, но и живописный участок побережья длиной около 10 километров (большей частью на запад от мыса), в значительной степени застроенный дачами и коттеджами.